# Caitlin Leverenz
Caitlin Leverenz (Tucson, 26 febbraio 1991) è un'ex nuotatrice statunitense, vincitrice della medaglia di bronzo nei 200m misti ai Giochi della XXX Olimpiade di Londra..

## Palmarès
- Olimpiadi

Londra 2012: bronzo nei 200m misti.
- Giochi PanPacifici

Irvine 2010: bronzo nei 200m misti e nei 400m misti.
Gold Coast 2014: bronzo nei 200m misti.
- Giochi panamericani

Rio de Janeiro 2007: oro nei 200m rana.
Toronto 2015: oro nei 200m misti e nei 400m misti.
- Mondiali giovanili

Rio de Janeiro 2006: oro nei 200m misti, bronzo nei 100m rana e nei 200m rana.